# Ibiza House
Ibiza House, auch als Balearic House oder Balearic beat bezeichnet, ist eine Stilart der elektronischen Tanzmusik. Anders als Tech House oder Disco House zeichnet sich Ibiza House stärker durch atmosphärische und ruhige Melodien aus und bildet damit Schnittmengen mit Ambient, Lounge und Easy Listening. Lange Gesangspassagen wie im Trance-Genre, insbesondere im Balearic Trance, sind ebenfalls ein Bestandteil des Ibiza House.
Berühmte DJs des Genres sind Roger Sanchez, Desyn Masiello, Armand van Helden, Erick Morillo, DJ Tonka und Deep Dish.